# Grki na predrimskem Krimu
Prve grška mestne države v kolonijah ob črnomorski obali Krima  so bile ustanovljene v 7. ali 6. stoletju pr. n. št.  Več kolonij je bilo ustanovljenih v bližini Kerške ožine, takrat znane kot Kimerski Bospor. Gostota tamkajšnjih kolonij je za grško kolonizacijo nenavadna in kaže ne velik pomen tega območja. Večino teh kolonij so ustanovili Jonci iz Mileta v Mali Aziji. Do sredine 1. stoletja pr. n. št. je Bosporsko kraljestvo postalo država pozne Rimske republike, s čimer se je začelo obdobje rimskega Krima, ki se je nadaljevalo z Rimskim cesarstvom. 

## Ime
Od klasične antike do zgodnjega novega veka je bil polotok Krim znan kot Taurica, Tauric Chersonese in Tauris. Grki so ga poimenovali po njegovih staroselcih Tavrih: Ταυρικὴ Χερσόνησος (Taurikē Hersonesos) ali Χερσόνησος Ταυρική (Hersonesos Taurikē), "Tavriški polotok" ("hersonesos" pomeni "polotok"). Latinska različica grškega imena je Chersonesus Taurica.

## Grške kolonije
Najzgodnejša grška kolonija, Pantikapej (Παντικάπαιον, latinizirano Pantikápaion), je bila ustanovljena v poznem 7. ali zgodnjem 6. stoletju pr. n. št. kot apoikia Mileta, se pravi prava kolonija in ne samo vstopna točka.  To pomembno mesto se je nahajalo na gori Mitridat na zahodni strani Kimerskega Bosporja v današnjem mestu Kerč. V prvih stoletjih obstoja mesta so v njem prevladovali uvoženi grški predmeti: lončenina, terakota in kovinski predmeti, verjetno iz delavnic na Rodosu, Korintu, Samosu in v Atenah. V mestu je bilo najdenih več atenskih vaz, izdelanih  v lokalnem kerškem slogu. Lokalna proizvodnja je posnemala grške  vzore. Mesto je v 5. stoletju pr. n. št. kovalo svoje srebrnike in v 4.  stoletju pr. n. št. zlate in bronaste kovance.  Pantikapej je v  svojem največjem obsegu zavzemal površino 100 hektarjev.
Druge mileške kolonije na krimski strani Kimerskega Bosporja so bile Teodozija, Kimerikon, Tiritake in Mirmekion. Teodozija (starogrško Θεοδοσία), današnja Feodozija, je bila po arheoloških dokazih ustanovljena v 6. stoletju pr. n. št. V zgodovini je prvič omenjena kot mesto, ki se je okoli leta 390 pr. n. št. upiralo napadom Satira, vladarja Bosporskega kraljestva.  Njegov naslednik Levkon  je Teodozijo spremenil v pomembno pristanišče za prevoz pšenice v Grčijo, zlasti v Atene.
Kimerikon (starogrško Κιμμερικόν) je bil ustanovljen v 5. stoletju pr. n. št. na južni obali polotoka Kerč, na zahodnem pobočju gore Opuk, približno 50 kilometrov jugozahodno od Pantikapeja. Njegovo ime je morda povezano z zgodnejšo kimersko naselbino na tem mestu. Kimerikon je postal pomembna trdnjava, ki je branila Bosporsko kraljestvo pred Skiti.
Tiritake (starogrško Τυριτάκη) je bil v vzhodnem delu Krima, približno 11 kilometrov  južno od Pantikapeja. Pogojno ga istovetijo z ruševinami v Kerškem okrožju Kamysh-Burun (Arshyntseve) na obali Kimerskega Bosporja. V starodavnih pisnih virih je o Tiritakeju le nekaj kratkih omemb. Arheološke raziskave so ugotovile,  da je bila kolonija, ustanovljena okoli sredine 6. stoletja pr. n. št., specializirana za obrt in vinogradništvo. V prvih stoletjih obstoja sta ribištvo in pridelava vina postala glavni gospodarski steber mesta.  
Mirmerik  (starogrško Μυρμήκιον) je stal na obali Kimerskega Bosporja, 4 kilometre severno od Pantikapeja. Ustanovljen je bil sredi 6. stoletja pr. n. št. kot samostojen polis, ki je kmalu postal eden najbogatejših v regiji. V 5. stoletju pr. n. št. se je mesto specializiralo za vinarstvo in kovalo lastne kovance. Obdano je bil s stolpastim obzidjem, debelim približno 2,5 metra.
Nimfej (starogrško Νύμφαιον) so ustanovili kolonisti z Miletovega tekmeca Samosa med letoma 580 in 560 pr. n št. Ležal je približno 14 kilometrov južno od Pantikapeja. Za prisotnost Skitov na tem območju pred ustanovitvijo mesta ni nobenih  arheoloških dokazov. Mesto je kovalo lasten denar in v obdobju klasične antike na splošno cvetelo zaradi nadzora nad trgovino z žitom. Atene so okoli leta 444 pr. n. št. izbrale Nimfej za svojo glavno vojaško bazo v regiji. Demostenov stari oče Gilon  je bil izgnan iz Aten zaradi obtožb, da je med peloponeško vojno izdal Nimfej. Mesto je bilo do konca 5. stoletja pr. n. št. priključeno k Bosporskemu kraljestvu. 
V 5. stoletju pr. n. št. so Dorci iz Pontske Herakleje na črnomorski obali Male Azije ustanovili morsko pristanišče Herson na jugozahodnem Krimu v okolici sedanjega Sevastopola. Mesto z dobrimi globokomorskimi pristanišči se je nahajalo na robu ozemlja avtohtonih Tavrov. Herson je bil večji del klasičnega obdobja demokracija, v kateri je vladala skupina izvoljenih arhontov in svet, imenovan Demiurgi. Sčasoma je vlada postajala vse bolj oligarhična, moč pa je bila skoncentrirana v rokah arhontov. Do sredine 4. stoletja pr. n. št. je Herson ostal majhno mesto in se nato razširil na ozemlja na severozahodu Krima, vključil kolonijo Kerkinitida in zgradil številne utrdbe. Leta 2013 je bil Herson uvrščen na seznam svetovne dediščine. 
Kerkinitida je najzgodnejša kolonija v severozahodni Tavriki. Nahaja se v bližini današnje Jevpatorije. Ustanovili so jo okoli preloma iz 6. v 5. stoletje pr. n. št., verjetno Dorci iz Pontske Herakleje ali kakšne druge neznane jonske mestne države. Do sredine 4. stoletja pr. n. št. je bilo mesto majhna neodvisna mestna država, potem pa je bilo vključeno v mestno državo Herson. V 2. stoletju pr. n. št. so Kerkinitido zavzeli Skiti, a so jo pozneje  v drugem Diofantovem pohodu ponovno zavzeli Grki. Po arheoloških najdbah sodeč je mesto živelo do preloma 2. in 3. stoletja našega štetja.
Leta 2016 so arheologi blizu vasi Gornostajevka odkrili dele starogrške trdnjave.
Leta 2018 so arheologi v bližini mesta Baherovo odkrili prej neznano starogrško naselbino iz 4. do 3. stoletja pr. n. št. Po mnenju raziskovalcev se je naselje imenovalo Manitra. Na območju naselja so bili odkriti ostanki pravokotnega stolpa, v bližini naselja pa še neizropana nekropola.

## Mitologija
Po grški mitologiji je bil Krim (Tavrida) kraj, kamor je bila poslana Ifigenija, potem ko jo je boginja Artemida rešila žrtvovanja, ki ga je nameraval izvesti njen oče. Artemida je mlado princeso odnesla na polotok, kjer je postala svečenica v njenem templju. Tavriški kralj Toas jo je prisilil, da je žrtvovala vse tujce, ki so prišli na obalo. Po mnenju zgodovinarjev so bili Tavri znani po svojih divjih obredih in piratstvu in so bili najzgodnejše domorodno ljudstvo na polotoku. Deželo Tavrido in njene običaje ubijanja Grkov, po pripovedih opisuje tudi Herodot v svoji Zgodovini v knjigi IV, 99–100 in 103.